# Канал Дунай — Чёрное море (Румыния)
Канал Дунай — Чёрное море — судоходный канал, связывающий Чёрное море с судоходной частью русла Дуная. Канал отходит от русла Дуная в зоне старого порта Чернаводэ (299,3 км Дуная) и следует по плато Добруджа, через населённые пункты Меджидия и Басараби, ставшими внутренними портами, к морскому порту Констанца-Юг. От Поарта-Албэ ответвляется северный рукав канала, который идёт в порт Мидия (восточнее Нэводари).

## История

Схема канала «Дунай — Чёрное море»

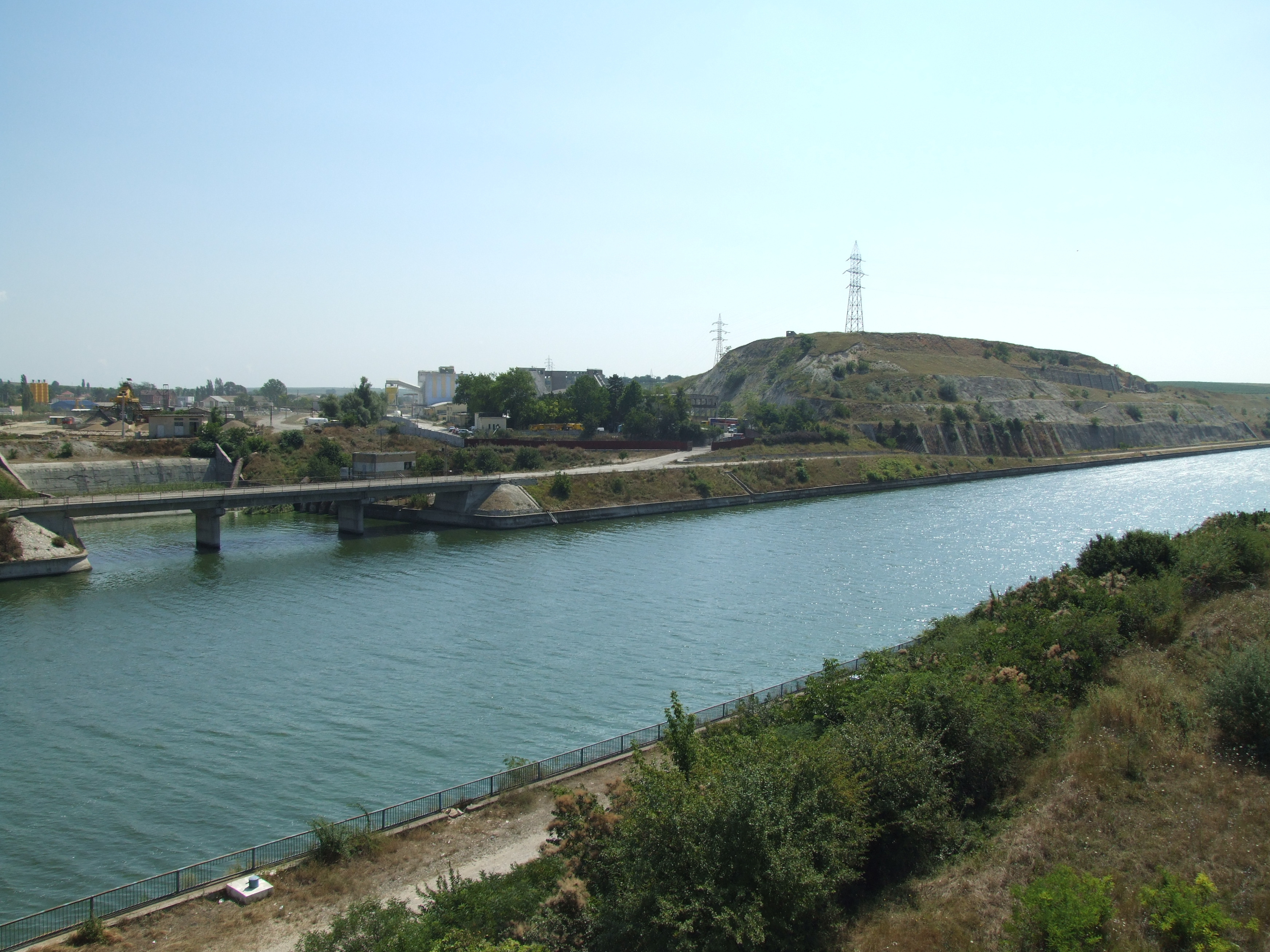
Канал «Дунай — Чёрное море»

Впервые идея о необходимости строительства канала появилась ещё во времена Османской империи. Решение о начале строительства канала «Дунай — Чёрное море» было принято в 1948 году. Согласно воспоминаниям членов политбюро Румынской коммунистической партии, это было сделано по совету Сталина.
В 1952 году свыше 80 % занятых на строительстве составляли заключённые. Среди румынских коммунистов канал именуется «могилой румынской буржуазии» .
Некоторое количество изношенной строительной техники было переброшено с Волго-Донского канала, но большая часть работы велась вручную. К 1953 году канал построен не был. В 1952 году руководители проекта были обвинены в саботаже, сионизме и прочих преступлениях и многие из них пошли под расстрел. Трасса канала была заброшена в течение последующих 23 лет.

## «Голубая магистраль»
В 1976 году Николае Чаушеску решил закончить строительство канала. По мнению некоторых историков, Чаушеску в это время проводил независимую от СССР внешнюю политику. Поэтому Румыния нуждалась в канале, связывающем Дунай с Чёрным морем, так как дельта Дуная находилась под контролем советского флота. Канал был переименован в «Голубую магистраль». В этот раз на строительстве канала была применена тяжёлая строительная техника румынского производства. После многочисленных задержек южная часть канала была сдана в строй в 1984 году, а северная — в 1987 году.
Строительство канала обошлось приблизительно в 2 млрд евро, однако по причине его мелководности (5—7 м) канал сегодня используется мало, в 2006 году прибыль от эксплуатации канала составила около 3 млн евро. Канал позволяет сократить путь к морю на 400 км. Кроме того, дельта Дуная была углублена, и в 2007 году Украина открыла свой собственный Дунайский канал (цена за пользование украинским каналом значительно ниже, чем румынским).